# Geflecht (Textil)
Geflechte sind Flächen- und Körpergebilde mit regelmäßiger Fadendichte und geschlossenem Warenbild, deren Flecht-(Klöppel-)Fäden sich in schräger Richtung zu den Warenkanten verkreuzen. Sie entstehen durch das Verkreuzen von mindestens drei Garnen. In ein Geflecht lassen sich zusätzlich auch Verstärkungsfäden in axialer Richtung einarbeiten.

## Historie
Geflechte sind die ältesten bekannten textilen Flächengebilde. Bei Ausgrabungen von Pavlov in der Tschechischen Republik wurden Abdrücke eines solchen Gebildes gefunden, das auf 24 000 v. Chr. datiert wurde. Frühe Hinweise auf Geflechte sind auch aus Amerika bekannt, die auf die Zeit um 12 000 v. Chr. aus Funden in Pennsylvania zurückgehen. Funde sind auch aus den im südamerikanischen Andenhochtal gelegenen Guitarrero-Höhlen bekannt, die auf 8600 bis 8000 v. Chr. datiert werden. Ein ähnlich hohes Alter haben auch Exemplare aus dem Great Basin in Nordamerika, das im Wesentlichen die Staaten Utah, Nevada, Idaho sowie das südliche Oregon umfasst.
Im 19. Jahrhundert wurde die Flechterei in Deutschland als Teil der Schmaltextilienherstellung besonders in Bandweberei-Hochburgen wie Wuppertal und Großröhrsdorf weiterentwickelt. Dafür baute Johann Heinrich Bockmühl 1767 die erste Flechtmaschine. In neuerer Zeit ermöglichen weiterentwickelte Flechtverfahren auch Geflechte mit komplexer Geometrie, die für Leichtbaulösungen Anwendung finden.

## Herstellung
Die Herstellung der Geflechte erfolgt inzwischen überwiegend durch Flechtmaschinen.

## Einteilung nach Herstellart
Geflechte lassen sich nach der Art der Herstellung unterteilen:
- Flachgeflechte (Verzierungen, Besatzartikel Gummilitzen, Haus- und Heimtextilien)

- Klöppelspitzen (Damenoberbekleidung, Unterwäsche, Tisch- und Bettwäsche, Netze)

- Rundgeflechte (Schuhriemen, Schnüre, Seile, umflochtene Kabel und Gummifäden)

- Packungsgeflechte (Dichtungen)

- Kombinierte Geflechte (Hosenträger, Effektlitzen, Posamentenstoßbänder)

- Dreidimensionale Geflechte (Verbundwerkstoffe, Betonbewehrung, Medizintechnik).[7]